# Eunidia bifasciata
Eunidia bifasciata là một loài bọ cánh cứng trong họ Cerambycidae.